# Hartland Snyder
Hartland Sweet Snyder (1913-22 de mayo de 1962) fue un físico estadounidense que, junto con J. Robert Oppenheimer, demostró cómo las grandes estrellas colapsarían para formar agujeros negros.Este trabajo modeló el colapso gravitatorio de una esfera fluida homogénea sin presión y descubrió que sería incapaz de comunicarse con el resto del universo. Este descubrimiento fue representado en la película Oppenheimer, donde Snyder fue interpretado por el actor Rory Keane.El historiador de la física David C. Cassidy evaluó que esta predicción de los agujeros negros podría haber ganado un Premio Nobel de Física si los autores hubieran estado vivos en la década de 1990, cuando se disponía de pruebas.
Algunas publicaciones de Snyder junto con Ernest Courant sentaron las bases del campo de la física de los aceleradores. En particular, Snyder, junto con Courant y Milton Stanley Livingston, desarrolló el principio de focalización fuerte que hizo posibles los aceleradores de partículas modernos. Los parámetros Courant-Snyder, un método para caracterizar la distribución de partículas en un haz, fueron una parte importante de esa contribución.

## Vida y carrera
Snyder nació en Salt Lake City. Se licenció en Ciencias por la Universidad de Utah en 1937 y se doctoró por la Universidad de California en Berkeley en 1940. Su tesis doctoral fue supervisada por Oppenheimer. Fue profesor de física en la Northwestern University de 1940 a 1947, y después se incorporó al Laboratorio Nacional de Brookhaven.
En 1954, Snyder apostó contra Maurice Goldhaber a que existían los antiprotones, y ganó.
Snyder falleció el 22 de mayo de 1962 tras sufrir un infarto. Cuando murió, se encontraba de permiso de su puesto de físico superior en el Laboratorio Nacional de Brookhaven mientras trabajaba en el Laboratorio Nacional de Radiación Lawrence Berkeley.